# Hortaea werneckii
Hortaea werneckii (Horta) Nishim. & Miyaji – gatunek grzybów należący do klasy Dothideomycetes. Grzyb chorobotwórczy dla ludzi i zwierząt, wywołujący grzybicę czarną.

## Systematyka
Pozycja w klasyfikacji według Index Fungorum: Teratosphaeriaceae, Mycosphaerellales, Dothideomycetidae, Dothideomycetes, Pezizomycotina, Ascomycota, Fungi.
Po raz pierwszy opisał go w 1921 roku Paul Parreiras Horta, nadając mu nazwę Cladosporium werneckii. Obecną nazwę nadali mu Kazuko Nishimura i Makoto Miyaji w 1984 r. Jest jedynym gatunkiem monotypowego rodzaju Hortaea Nishim. & Miyaji 1984 Synonimy:
- Cladosporium werneckii Horta 1921
- Dematium werneckii (Horta) C.W. Dodge 1935
- Exophiala werneckii (Horta) Arx 1970
- Phaeoannellomyces werneckii (Horta) McGinnis & Schell 1985
- Pullularia werneckii (Horta) G.A. de Vries 1952[3].

## Występowanie i własności
Hortaea werneckii jest głównie grzybem glebowym. Występuje częściej w rejonach o ciepłym i wilgotnym klimacie, takich jak Ameryka Środkowa i Południowa, Afryka i Azja. Spotykany jest w różnych siedliskach morskich i na glebach zasolonych, charakteryzuje się bowiem niezwykłą tolerancją na sól NaCl. Może występować w siedliskach zawierających maksymalnie nasycony roztwór NaCl, ale może rozwijać się także w środowiskach pozbawionych NaCl. Jest grzybem dymorficznym mogącym występować zarówno w formie drożdżowej, jak i strzępkowej. Chorobotwórcza jest forma strzępkowa.
Hortea werneckii można występować w glebie, kompoście i ściekach, na drewnie, w kurzu domowym, na solonych, suszonych rybach i z miejsc tych może dostać się na skórę przez bezpośredni kontakt. Przyczepieniu się grzyba do powierzchni skóry prawdopodobnie sprzyjają drobne urazy i wilgoć.

## Morfologia i rozwój
Kolonie rosną powoli, początkowo są śluzowate, drożdżopodobne i lśniąco czarne, potem rozwijają się na nich obfite grzybnie powietrzne i stają się ciemnooliwkowe. Zbudowane są z septowanych strzępek o barwie od brązowej do ciemnooliwkowej i licznych dwukomórkowych, jasnobrązowych, cylindrycznych lub wrzecionowatych komórek drożdżopodobnych, które zwężają się ku końcom, tworząc pierścienie. Większość komórek drożdżopodobnych ma również wyraźne przegrody o ciemnym zabarwieniu. Annelidy mogą powstawać także ze strzępek. Konidia są jedno- lub dwukomórkowe, cylindryczne do wrzecionowatych, szkliste do jasnobrązowych i zwykle występują w skupiskach. Powstają także chlamydospory.